# مدار مجتمع فوتونیک

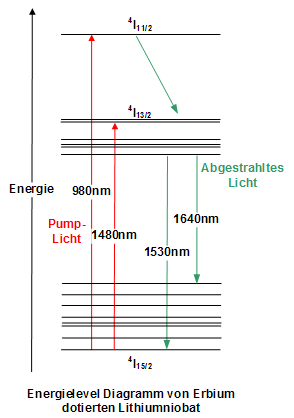
مدار مجتمع فوتونیک

یک مدار مجتمع فوتونیک یا مدار اپتیکی مجتمع، دستگاهی است که چندین عملکرد فوتونی را در یک قطعه، به صورت مجتمع انجام می‌دهد و از این لحاظ مشابه مدار مجتمع الکترونیکی است. تفاوت عمده‌ی این مدار با نمونه‌ی الکترونیکی در استفاده از سیگنال‌های اپتیکی یا فوتونی برای پردازش داده به‌جای سیگنال‌های الکترونیکی است.